# Zaliznichne (Zaporiyia)
Zaliznichne (en ucraniano: Залізничне; en ruso: Зализничное, romanizado: Zaliznichnoye) es un pueblo ucraniano perteneciente al óblast de Zaporiyia. Situado en el sur del país, forma parte del raión de Pologi y del municipio (hromada) de Juliaipole.

## Geografía
Zaliznichne está situada 10 km al este de Juliaipole y 90 km al sureste de Zaporiyia. 

## Historia
El asentamiento se estableció en 1937 como 20-richia Zhovtnia (en ucraniano: 20-річчя Жовтня) alrededor de la estación de tren de Juliaipole que existía desde 1898. La localidad recibió la condición de asentamiento de tipo urbano en 1960 y en 1961 pasó a llamarse Zaliznichne.
Hasta el 18 de julio de 2020, Zaliznichne pertenecía al raión de Juliaipole. El raión se abolió en julio de 2020 como parte de la reforma administrativa de Ucrania, que redujo el número de rayones del óblast de Zaporiyia a cinco. El área de raión de Juliaipole se fusionó con el raión de Pologi.En 2023, Zaliznichne perdió el estatus de asentamiento de tipo urbano debido a la eliminación de este estatus administrativo.

## Demografía
La evolución de la población de Zaliznichne entre 1979 y 2022 fue la siguiente:
| 1489                                                          | 1069 | 1253 | 1134 | 1115 | 1099 | 1052 |
| (Fuente: Cities & Towns of Ukraine y UKRAINE: Größere Städte) |      |      |      |      |      |      |

Según el censo de 2001, la lengua materna de la mayoría de los habitantes, el 93,13%, es el ucraniano; del 6,04% es el ruso.

## Infraestructura

### Transporte
El asentamiento está cerca de la carretera T0814 que conecta Oríjiv y Juliaipole. La estación de tren de Zaliznichne, que también da servicio a Juliaipole, está en la línea entre Zaporiyia y Melitópol.